# Église Saint-Maurice de Larringes
L'église Saint-Maurice de Larringes est une église catholique française, située dans le département de la Haute-Savoie, sur la commune de Larringes. Elle est placée sous le patronage du saint Maurice d'Agaune, capitaine de la Légion Thébéenne, martyrisé à Octodure en Valais.

## Historique
Selon un document, le comte Manassès (un comte de Genève ?), donne le 27 avril 892 à Hieronimus, évêque de Lausanne (878-892), des chapelles et des terres situées sur des paroisses dont celle de Larringes,,.
L'église est reconstruite entre 1814 et 1825.